# Batman (film, 1966)
Batman je americká akční filmová komedie z roku 1966, kterou natočil Leslie H. Martinson podle komiksových příběhů o Batmanovi vydavatelství DC Comics. Snímek byl odvozen ze stejnojmenného televizního seriálu, jehož herci ve filmu také hrají. Do amerických kin byl snímek uveden 30. července 1966, mezi první a druhou řadou seriálu.
V roce 2003 vznikl komediální televizní film Návrat do netopýří jeskyně: Adam a Burt po třiceti letech, ve kterém se hrdinové i herci vrátili do svých rolí ze 60. let.

## Příběh
Skupina největších zločinců města Gotham City se spojí a chystá se ovládnout svět. Tučňák (v originále The Penguin), Kočičí žena (v originále Catwoman), Šprýmař (v originále The Joker) a Rébus (v originále The Riddler) unesou vynálezce komodora Schmidlappa a nalíčí past pro své úhlavní nepřátele – Batmana a jeho pomocníka Robina. Pomocí Schmidlappova vynálezu, dehydrátoru, se rovněž chystají unést členy Rady bezpečnosti Spojeného světa (analogie Rady bezpečnosti OSN).

## Obsazení
- Adam West jako Bruce Wayne / Batman
- Burt Ward jako Dick Grayson / Robin
- Lee Meriwether jako slečna Kitka / Kočičí žena (v originále Catwoman)
- Cesar Romero jako Šprýmař (v originále The Joker)
- Burgess Meredith jako Tučňák (v originále The Penguin)
- Frank Gorshin jako Rébus (v originále The Riddler)
- Alan Napier jako Alfred Pennyworth
- Neil Hamilton jako komisař James Gordon
- Stafford Repp jako náčelník Miles O'Hara
- Madge Blake jako Harriet Cooperová
- Reginald Denny jako komodor Schmidlapp
- Milton Frome jako viceadmirál Fangschleister
- Gil Perkins jako Modrovous (v originále Bluebeard)
- Dick Crockett jako Morgan
- George Sawaya jako Quetch

## Galerie

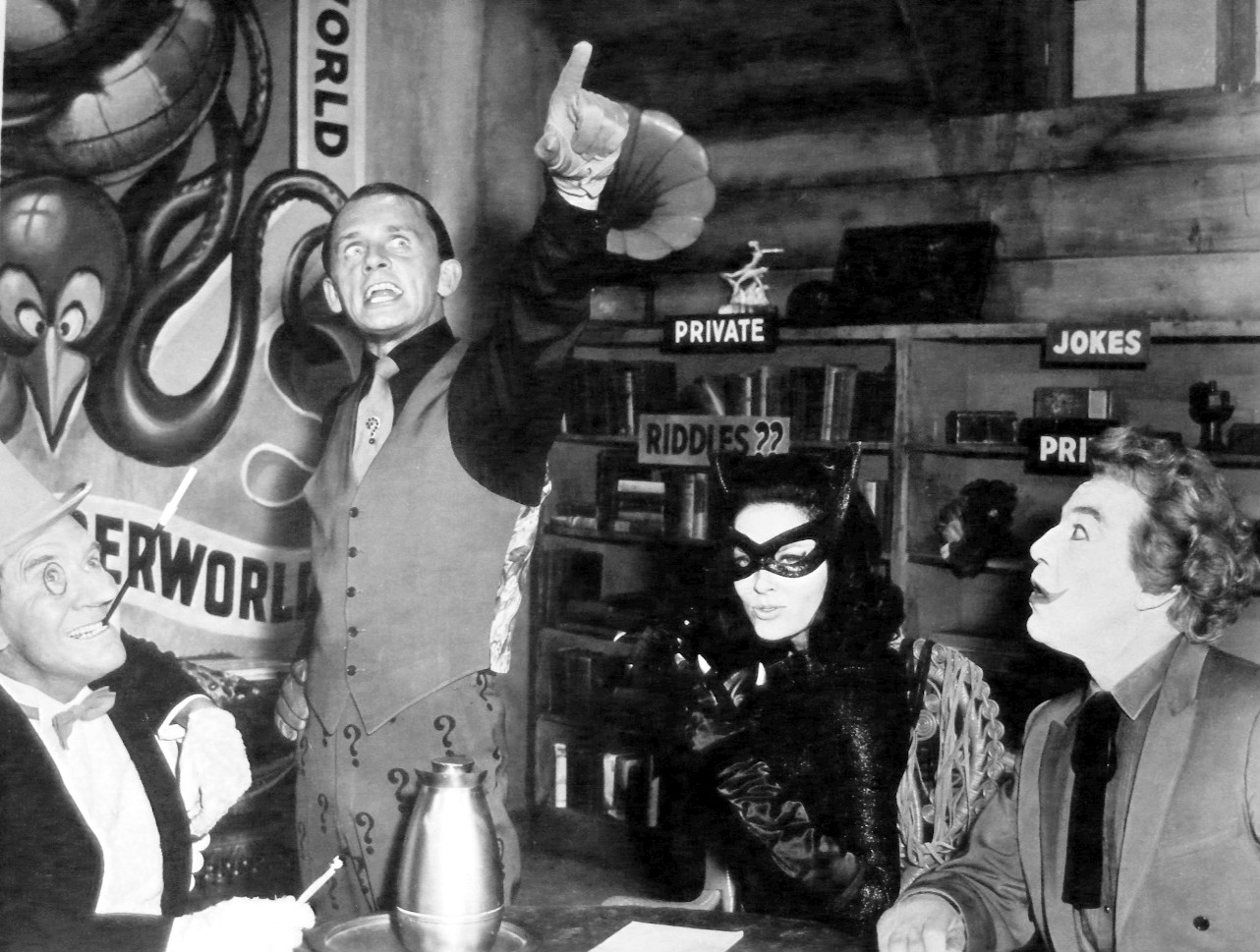
Batmanovi filmoví protivníci (zleva): Tučňák, Rébus, Kočičí žena a Šprýmař
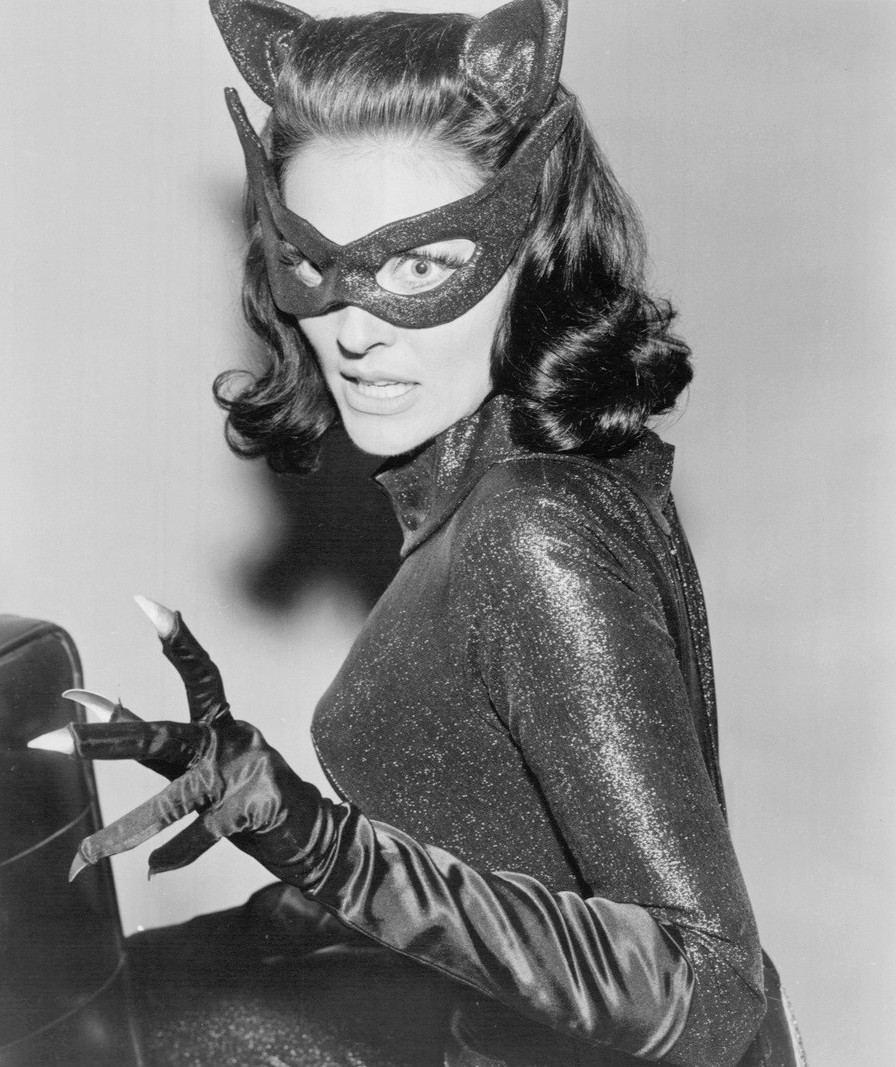
Lee Meriwether jako Kočičí žena